# Peter Gethin
Peter Kenneth Gethin (Ewell, Surrey, 21 de febrero de 1940-Goodwood, 5 de diciembre de 2011) fue un piloto británico de automovilismo. Participó en los inicios de los años 70 en Fórmula 1, logrando una victoria.

## Carrera
En 1969 y 1970 ganó el campeonato Europeo de Fórmula 5000 y fue subcampeón en 1974 y 1975. En 1974, Gethin ganó la Tasman Series y la Fórmula 5000 Australiana con un Chevron. Se tomó un año sabático antes de correr en Can-Am en 1977. Se retiró de las carreras luego de esto.

### Fórmula 1
Participó en 30 Grandes Premios entre los años 1970 y 1974, consiguiendo una victoria en el final más apretado de la historia, venciendo a Ronnie Peterson por solo 0,01 segundos, este fue su único gran resultado en la Fórmula 1, y tuvo lugar en el Gran Premio de Italia de 1971. En carreras no puntuables para el campeonato, ganó dos disputadas en Brands Hatch: la Carrera de la Victoria del Campeonato Mundial de 1971 con un BRM y la Carrera de Campeones de 1973 con un Chevron de Fórmula 5000 (posiblemente la única victoria de un Fórmula 5000 ante monoplazas de Fórmula 1).

## Muerte
Peter Gethin falleció el 5 de diciembre de 2011 a los 71 años tras una larga enfermedad.

## Resultados

### Fórmula 1
(Clave) (negrita indica pole position) (cursiva indica vuelta rápida)

| Año     | Escudería                       | 1       | 2      | 3       | 4       | 5       | 6       | 7       | 8       | 9       | 10     | 11      | 12      | 13      | 14      | 15  | Pos. | Puntos |
| ------- | ------------------------------- | ------- | ------ | ------- | ------- | ------- | ------- | ------- | ------- | ------- | ------ | ------- | ------- | ------- | ------- | --- | ---- | ------ |
| 1970    | Bruce McLaren Motor Racing      | RSA     | ESP    | MON     | BEL     | NED Ret | FRA     | GBR     | GER Ret | AUT 10  | ITA NC | CAN 6   | USA 14  | MEX Ret |         |     | 23.º | 1      |
| 1971    | Bruce McLaren Motor Racing      | RSA Ret | ESP 8  | MON Ret | NED NC  | FRA 9   | GBR Ret | GER Ret |         |         |        |         |         |         |         |     | 9.º  | 9      |
| 1971    | Yardley Team BRM                |         |        |         |         |         |         |         | AUT 10  | ITA 1   | CAN 14 | USA 9   |         |         |         |     | 9.º  | 9      |
| 1972    | Marlboro BRM                    | ARG Ret | RSA NC | ESP Ret | MON Ret | BEL Ret | FRA DNS | GBR Ret | GER     | AUT 13  | ITA 6  | CAN Ret | USA Ret |         |         |     | 21.º | 1      |
| 1973    | Marlboro BRM                    | ARG     | BRA    | RSA     | ESP     | BEL     | MON     | SWE     | FRA     | GBR     | NED    | GER     | AUT     | ITA     | CAN Ret | USA | NC   | 0      |
| 1974    | Embassy Racing with Graham Hill | ARG     | BRA    | RSA     | ESP     | BEL     | MON     | NED     | FRA     | GBR Ret | GER    | AUT     | ITA     | CAN     | USA     |     | NC   | 0      |
| Fuente: |                                 |         |        |         |         |         |         |         |         |         |        |         |         |         |         |     |      |        |